# Odwrotna transformata Laplace’a
Odwrotna transformata Laplace’a funkcji {\displaystyle F(s)} – funkcja {\displaystyle f(t),} która posiada następującą własność:
{\displaystyle {\mathcal {L}}\left\{f(t)\right\}=F(s),}
gdzie {\displaystyle {\mathcal {L}}} jest transformatą Laplace’a. Odwrotną transformację Laplace’a zapisuje się często w postaci:
{\displaystyle f(t)={\mathcal {L}}^{-1}\left\{F(s)\right\}.}
Transformata Laplace’a i odwrotna transformata Laplace’a mają wiele użytecznych właściwości dla systemów liniowych.
Odwrotną transformatę Laplace’a otrzymuje się wykonując następujące całkowanie w polu zespolonym:
{\displaystyle f(t)={\frac {1}{2\pi i}}\int \limits _{c-i\infty }^{c+i\infty }F(s)\,e^{st}\,ds,\quad t>0,}
gdzie liczbę rzeczywistą {\displaystyle c} dobiera się tak, aby wszystkie punkty osobliwe funkcji podcałkowej leżały po lewej stronie prostej {\displaystyle \mathrm {Re} \{s\}=c.}
Niekiedy w literaturze przedmiotu używa się także określenia odwrotna transformata Mellina lub odwrotna transformata Mellina-Bromwicha.